# Зименковский, Борис Семёнович
Борис Семенович Зименковский (род. 18 апреля 1940, Бережаны, Тернопольская область) — советский и украинский ученый в области фармацевтической, органической и биоорганической химии, педагог, организатор высшего медицинского образования в Украине, ректор Львовского национального медицинского университета имени Даниила Галицкого. Доктор фармацевтических наук, профессор, заслуженный работник высшей школы УССР, лауреат Государственной премии Украины в области науки и техники, член-корреспондент НАМН Украины, заслуженный профессор ЛНМУ имени Данила Галицкого, почётный доктор Люблинского медицинского университета (РП), действительный член ряда общественных академий (АНВОУ, АНТКУ, МА, УАН, Нью-Йоркской АН, НТШ).

## Биография
Родился 26 сентября (18 апреля) 1940 года в г. Бережаны Тернопольской области.
Закончил фармацевтический факультет Львовского государственного медицинского института (1963).
Работал: аспирант Института органической химии НАН Украины (1963—1966); ассистент (1964—1972), доцент (1972—1978), заведующий кафедрой органической и биоорганической химии (1978—1997), заведующий кафедры фармацевтической, органической и биоорганической химии (1997—2015), декан фармацевтического факультета (1972—1979), проректор по учебной работе (1979—1998), ректор (с 1998) Львовского национального медицинского университета имени Даниила Галицкого.
Кандидат фармацевтических наук (1967), доцент (1972), доктор фармацевтических наук (1978), профессор (1980).
Заслуженный работник высшей школы УССР (1985), академик Академии наук технологической кибернетики Украины (1993), академик Академии наук высшего образования Украины (1994), академик Международной академии наук технологий и инжиниринга (1995), академик Нью-Йоркской академии наук (1996), лауреат Государственной премии Украины в области науки и техники (2000), член Европейской ассоциации международного образования (2000), президент Галицкой фармацевтической ассоциации (2001), академик Украинской академии наук (2003), заслуженный профессор ЛНМУ имени Данила Галицкого (2007), действительный член Научного общества имени Т. Шевченко (2007), почетный доктор Люблинского медицинского университета (2011), член-корреспондент Национальной академии медицинских наук Украины по специальности «фармацевтическая химия» (2012) и др.
Международным Кембриджским биографическим центром провозглашен «Человеком тысячелетия» и награжден медалью за достижения в области органической химии (1999); Биографическим институтом США провозглашен «Человеком года» (2000).

## Научно-педагогическая деятельность
Сделал существенный вклад в развитие химии гетеро- и макрогетероциклических соединений, поиск новых физиологически активных соединений и создание ряда лекарственных средств, положил начало пионерским работам в СССР и на Украине по виртуальному синтезу с использованием методов квантовой химии. Синтезировал 3 новых класса сложных макрогетероциклических соединений; обнаружил около 300 высокоэффективных веществ с различным спектром действия; соразработчик 5 новых лекарственных средств — флуренизида, лития гидроглютамината, ноотрилу, тиотриазолина и тиоцетама.
Основоположник собственной научной школы. Подготовил 15 кандидатов, 5 докторов наук.
Автор свыше 800 научных и учебно-методических работ, среди них 8 пособий и учебников, около 130 авторских свидетельств на изобретения и патентов, 3-томный учебник «Органическая химия», учебники «Органическая химия» (2 изд.), «Органическая химия» (2 изд.), «Биоорганическая химия» (2009).
Многолетний успешный руководитель одной из старейших высших медицинских школ Украины — Львовского национального медицинского университета имени Даниила Галицкого. Заложил организационно-методические основы стратегического и программно-целевого развития университета.
Председатель ученого совета и диссертационного совета в ЛНМУ им. Даниила Галицкого, член Научного медицинского совета МЗ Украины (2005), член редколлегий и редакционных советов 10 научных журналов, в частности «Медицинское образование».
Возглавляет Западный научный центр АМН и МЗ Украины (с 2013), а также секцию медицинских наук Западного научного центра НАН и МОН Украины; Южный научный центр Академии наук высшего образования Украины.
Основные труды: Синтез и некоторые превращения трехзамещенных производных 2-тио-тиазанона-4 (канд. дис.). Киев, 1966; Синтез и изучение гетероциклических соединений, содержащих в молекуле два 1,3-тиазановых цикла и обладающих физиологической активностью (докт. дис.). Львов, 1978; Органическая химия (учебник). Харьков, Основа, 1993, Т. 1; 1996, Т. 2; 1997, Т. 3; Координата реакции рекомбинации гидроксорадикалов. Теор Эксп Химия 1998, № 2 (в соавт.); Синтез макрогетероциклических соединений на основе 1,5-бис-(2-тиоксо-4-оксотиазолидин-3-ил)тиокарбокси-3-азапентану. Фарм Журн 1999, № 3; Лития гамма-аминобутирата моногидрат, который проявляет нормотимичное действие. Пао № 26703, 12.11.1999 г. (соавт.); Synthesis and antiinflammatory activity of some 2-arylamino-2-thiazoline-4-ones. Acta Pol Pharm-Drug Res 2003, № 6 (соавт.); 4-Тиазолидоны. Химия, физиологическое действие, перспективы (монография). Винница, Новая книга, 2004 (соавт.); Anticancer thipyrano[2,3-d][1,3]thiazol-2-ones with norbornane moiety. Synthesis, cytotoxicity, physico-chemical properties, and computation studies. Bioorg Medicinal Chem 2006, № 14 (соавт); Органическая химия (учебник). 2-е изд. Харьков, Оригинал, 2007 (соавт); Synthesis of novel thiazolone-based compounds containing pyrazoline moiety and evaluation of their anticancer activity. Eur J Med Chem 2009, № 4 (соавт.); Biologically active 4-thiazolidinones: a review of QSAR studies and QSAR modeling of antitumor activity. Curr Top Med Chem 2012, Vol. 12 (соавт.); Synthesis of pyrazoline-thiazolidinone hybrids with trypanocidal activity. Eur J Med Chem 2014, Vol. 85 (соавт.).

## Награды и знаки отличия
За выдающиеся достижения в научно-педагогической деятельности, незаурядные организаторские способности и активную гражданскую позицию удостоен многих государственных наград и знаков отличия, среди которых:
- Почетная Грамота Верховной Рады Украины (2005)
- Почетные звания «Заслуженный работник высшей школы УССР» (1985) и «Лауреат Государственной премии Украины в области науки и техники» (2000)
- Ордена: Святого равноапостольного князя Владимира (2000), «За заслуги» III степени (2002), имени. Стуса «За верность» (2002), преподобного Нестора Летописца II степени (2004), Андрея Первозванного (2004), Кавалерский Крест «За заслуги перед Польшей» (2004), Святого Архистратига Михаила (2005), Святого Николая Чудотворца І степени (2009), «За заслуги» II степени (2009), князя Ярослава Мудрого i степени (2010), Святого Равноапостольного князя Владимира Великого III степени (2011).
- Медали: «За доблестный труд» (1970), «За трудовую доблесть» (1976), имени Ярослава Мудрого (1999), Верховной Рады Украины «Десять лет независимости» (2002), Академии педагогических наук Украины «Ушинский К. Д.» (2009), Академии наук высшего образования Украины «Академик А. А. Богомолец» (2010), Святого Владимира АНВО Украины (2014)
- Нагрудные знаки: «Изобретатель СССР» (1990), Министерства образования и науки Украины «Петр Могила» (2005)
- Награды: НАН Украины «За подготовку научной смены» (2011); УАН «За творческие достижения» II степени (2011); Люблинского медицинского университета «Заслуженный для Медицинского университета в Люблине» (2011) и др.

Награжден: знаком отличия Комитета ВРУ Украины по вопросам здравоохранения, МЗ Украины, НАМН Украины «По охране здоровья Украины» и грамотой в номинации «За весомый вклад в развитие имиджа здравоохранения Украины» общенационального проекта «Флагманы современной медицины» (2012); благодарностью «За активную организаторскую деятельность по развитию и внедрению образовательных инноваций» на Пятом международном форуме-презентации «Инноватика в современном образовании» (2013); почетной грамотой «За настойчивую организаторскую деятельность по инновационному развитию национального образования» на выставке «Современные заведения образования — 2014» (2014); благодарностью «За личный творческий вклад и плодотворную организаторскую деятельность по инновационному развитию национального образования» на Шестом международном форуме-презентации «Инноватика в современном образовании» (2014); почетной грамотой «За весомый личный вклад и плодотворную организаторскую деятельность по модернизации и обновлению отрасли образования» на выставке «Современные заведения образования — 2015» (2015).
На протяжении трудовой деятельности награжден многочисленными почетными грамотами Министерства здравоохранения Украины, Львовской областной государственной администрации, Львовского областного совета, ценными подарками Президента Украины, министра здравоохранения Украины, председателя Львовской областной государственной администрации.
Почетный профессор Тернопольского государственного медицинского университета имени И. Я. Горбачевского.